# Vikskvarns naturreservat
Vikskvarn är ett naturreservat i Almesåkra socken i Nässjö kommun i Jönköpings län i Småland.
Reservatet omfattar 73 hektar och är skyddat sedan 2014. Det är beläget 3 km söder om Almesåkra kyrka och 15 km sydväst om Nässjö. Området sträcker sig 2,5 km utmed Storkvarnån och är till stor del bevuxet med gammal barrblandskog.
Storkvarnån skär genom den geologiskt intressanta Almesåkraformationen. Större delen av reservatsområdet utgörs av raviner kring ån och har därigenom varit svårbrukade marker. De största naturvärdena finns vid åns rasbranter som bildar en fuktig näringsrik miljö. Där växer bland annat trolldruva, tandrot och hässlebrodd. Väster om Storkvarn växer lövskog på lerskiffer. I södra delen finns utmed ån lövsumpskogar. Området hyser en mängd lavar och mossor, till exempel aspgelélav, garnlav, broktagel, brunpudrad nållav och dunmossa. På träden växer det gott om tickor, bland annat gränsticka.
Vandringsleden Höglandsleden går genom reservatet och sträcker sig längs med höjdryggen utmed Storkvarnsån. 